# Fridrich II. Lehnický
Fridrich II. Lehnický (12. února 1480 – 17. září 1547) byl lehnický a břežský kníže z dynastie slezských Piastovců.

## Život
Byl synem lehnicko-břežského knížete Fridricha I. a jeho ženy Ludmily z Poděbrad. Po otcově smrti roku 1488 spravovala knížectví matka. V roce 1504 bylo rozděleno mezi bratry a Fridrichovi připadlo Lehnicko. Otcovu doménu znovu sjednotil roku 1521, kdy zemřel jeho bratr Jiří a Fridrich zdědil jeho Břežsko.
Byl proponentem polské strany, měl blízko k Zikmundovi I. Starému, knížeti hlohovskému a nejvyššímu královskému místodržiteli Slezska, bratru českého krále Vladislava Jagellonského a pozdějšímu polskému králi. Roku 1515 se dokonce oženil s jeho sestrou Alžbětou, která ale roku 1517 zemřela. Podruhé se oženil s Žofií Braniborsko-Ansbašskou. Byl stoupencem reformace a k luterství veřejně konvertoval. Na jeho dvoře v letech 1523 až 1527 působil také radikální kazatel Kašpar Švenkfeld, který dal základ tzv. švenkfeldským. Po smrti Ludvíka Jagellonského u Moháče v roce 1526 odmítl kandidaturu na český trůn (byl vnukem Jiřího z Poděbrad). Místo toho podporoval kandidaturu pruského knížete Albrechta Braniborsko-Ansbašského, bratra krnovského knížete Jiřího.
Roku 1526 založil v Lehnici nejstarší protestantskou univerzitu na světě, která měla tři fakulty, avšak po několika letech zanikla.
Dne 19. října 1537 uzavřel v Lehnici sňatkovou a dědickou smlouvu s braniborským markrabětem Jáchymem II. V ní se dohodlo zasnoubení Fridrichova syna Jiřího s Jáchymovou dcerou Barborou a Fridrichovy dcery Žofie s Janem Jiřím. V letech 1540 až 1543 držel zástavně Hlohovsko a od roku 1542 Minstrbersko. Po jeho smrti si zemi rozdělili jeho synové – Fridrichovi III. připadlo Lehnicko s Minstrberskem a Jiřímu II. Břežsko.